# تورميفين
تورميفين (بالإنجليزية: Toremifene)‏ هو دواء يُستعمل في علاج:
- سرطان الثدي[9]